# Henryk Pietraszkiewicz
Henryk Pietraszkiewicz, właśc. Hieronim Henryk Pietraszkiewicz (ur. 3 stycznia 1923 w Kolonii Woronowo na Wileńszczyźnie, zm. 10 kwietnia 2019 w Gdyni) – polski kontradmirał, inżynier techniki nawigacji i magister historii. Był oficerem politycznym piechoty oraz morskim dyplomowanym oficerem pokładowym okrętów podwodnych i torpedowych. W latach 1944–1946 przebył szlak bojowy z Warszawy do Berlina w składzie 1 Armii Wojska Polskiego. Po II wojnie światowej do 1984 służył w Marynarce Wojennej, dowodząc OORP „Sprawny” i „Sęp”, 1 Brygadą Okrętów Podwodnych oraz 9 Flotyllą Obrony Wybrzeża. Karierę zakończył na stanowisku zastępcy dowódcy Marynarki Wojennej ds. liniowych. 

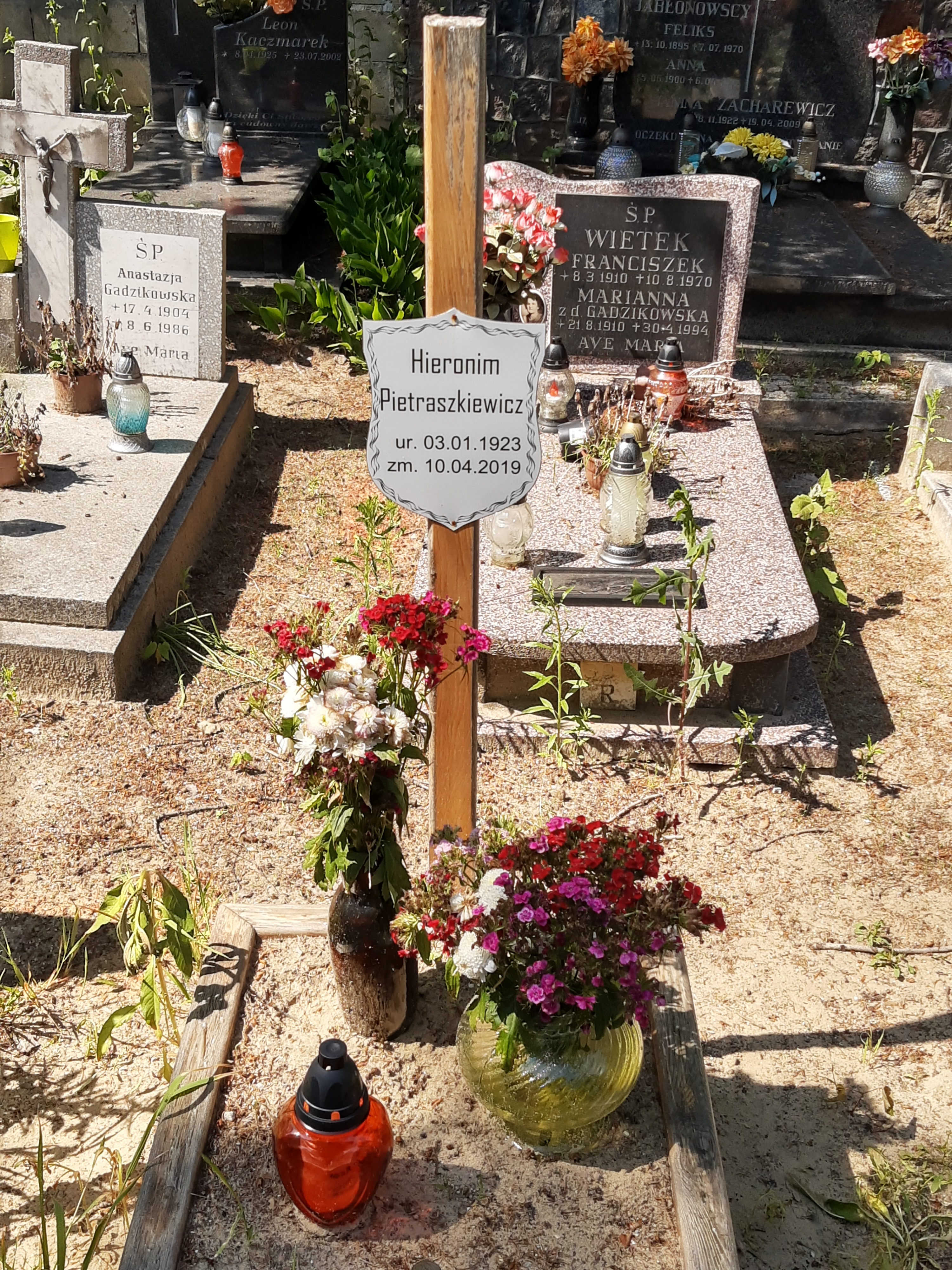
Grób kontradm. Henryka Pietraszkiewicza na cmentarzu Witomińskim

## Wykształcenie
Urodził się 3 stycznia 1923 w Kolonii Woronowo na Wileńszczyźnie. W 1939 ukończył Gimnazjum im. ks. Grzegorza Piramowicza w Dziśnie. Po wcieleniu w 1944 do Armii Czerwonej, a następnie do Ludowego Wojska Polskiego odbył frontowe kursy – podoficerski i oficerski – w batalionie szkolnym 4 Dywizji Piechoty im. płka Jana Kilińskiego.
W okresie od 1946 do 1949 odbył studia w Wydziale Pokładowym Oficerskiej Szkoły Marynarki Wojennej w Gdyni i ukończył je jako prymus. Został również absolwentem Wyższego Kursu Akademickiego w Akademii Marynarki Wojennej ZSRR im. marsz. Klimienta Woroszyłowa w Leningradzie (lata 1955–1956). W 1966 uzyskał kolejno tytuł magistra historii na Wydziale Humanistycznym Wyższej Szkoły Pedagogicznej w Gdańsku oraz tytuł inżyniera nawigatora statku morskiego na Wydziale Pokładowym Wyższej Szkoły Marynarki Wojennej w Gdyni.

## 1 Armia Wojska Polskiego
Służbę liniową rozpoczął na froncie wschodnim w 1945. Został zastępcą dowódcy baterii moździerzy ds. polityczno-wychowawczych w 10 pułku piechoty 4 Dywizji Piechoty. Z tą jednostką brał udział w bitwie o Warszawę, w przełamywaniu Wału Pomorskiego, w bitwie o Kołobrzeg, w forsowaniu Odry, w operacji berlińskiej oraz w walkach nad Łabą. Po zakończeniu działań wojennych był do 1946 roku instruktorem propagandy w 10 pułku piechoty.

## Współpraca z Informacją Wojskową
Według materiałów zgromadzonych przez Instytut Pamięci Narodowej był tajnym współpracownikiem Informacji Wojskowej. Nosił pseudonim „Trał”. Został zwerbowany w 1949 podczas studiów w Oficerskiej Szkole Marynarki Wojennej w Gdyni.

## Marynarka Wojenna
Pierwsze stanowisko służbowe w Marynarce Wojennej objął w 1949 na ścigaczu okrętów podwodnych ORP „Sprawny” z dywizjonu ścigaczy w Gdyni, na którym został dowódcą okrętu. Jeszcze w tym samym roku wyznaczono go na zastępcę dowódcy okrętu podwodnego ORP „Sęp” w dywizjonie okrętów podwodnych w Gdyni. Od 1951 do 1954 dowodził ORP „Sęp”, po czym zajmował stanowisko szefa sztabu dywizjonu okrętów podwodnych. W 1956 został dowódcą 1. Brygady Okrętów Podwodnych w Gdyni. W latach 1966–1969 dowodził 9 Flotyllą Obrony Wybrzeża w Helu, a w 1969 przez krótki czas był komendantem Wyższej Szkoły Marynarki Wojennej. Następnie pełnił służbę w Dowództwie Marynarki Wojennej w Gdyni, początkowo jako szef Sztabu Głównego Marynarki Wojennej – I zastępca
dowódcy Marynarki Wojennej, a od 1979 zastępca dowódcy Marynarki Wojennej ds. liniowych. Formalnie służbę wojskową zakończył 18 listopada 1983 i przeszedł w stan spoczynku. 7 stycznia 1984 oficjalnie pożegnał go ówczesny minister Obrony Narodowej.
Awansował kolejno na stopnie oficerskie:
| - chor. piech. – 1944 rok - ppor. piech. – 1945 rok - por. piech. – 1946 rok | - por. mar. – 1946 rok - kpt. mar. – 1949 rok - kmdr ppor. – ok. 1954 rok | - kmdr por. – 1956 rok - kmdr – ok. 1961 rok - kontradm. – 1968 rok. |

Był członkiem Polskiego Towarzystwa Nautologicznego oraz Ligi Morskiej i Rzecznej. W okresie od 1982 do 1986 sprawował funkcję prezesa Zarządu Głównego Ligi Morskiej i Rzecznej. Działa w Bractwie Okrętów Podwodnych i Stowarzyszeniu Oficerów Marynarki Wojennej Rzeczypospolitej Polskiej oraz Stowarzyszeniu Miłośników Okrętu Muzeum „Błyskawica”. W 2001 otrzymał doktorat honoris causa Akademii Marynarki Wojennej w Gdyni.
W chwili śmierci był najstarszym żyjącym polskim marynarzem posiadającym stopień admiralski. Pochowany 15 kwietnia 2019 na cmentarzu Witomińskim w Gdyni (kwatera 57-11-28).

## Odznaczenia
- Krzyż Komandorski Orderu Odrodzenia Polski
- Krzyż Oficerski Orderu Odrodzenia Polski
- Krzyż Kawalerski Orderu Odrodzenia Polski
- Order Sztandaru Pracy II klasy (1978)
- ZłotyKrzyż Zasługi
- Srebrny Krzyż Zasługi
- Srebrny Medal „Zasłużonym na Polu Chwały”
- Medal 10-lecia Polski Ludowej
- Medal 30-lecia Polski Ludowej
- Medal za Warszawę 1939–1945
- Medal za Odrę, Nysę, Bałtyk
- Medal Zwycięstwa i Wolności 1945
- Złoty Medal „Siły Zbrojne w Służbie Ojczyzny”
- Srebrny Medal „Siły Zbrojne w Służbie Ojczyzny”
- Brązowy Medal „Siły Zbrojne w Służbie Ojczyzny”
- Medal „Za udział w walkach o Berlin”
- Złoty Medal „Za zasługi dla obronności kraju”
- Srebrny Medal „Za Zasługi dla Obronności Kraju”
- Brązowy Medal „Za Zasługi dla Obronności Kraju”
- Złota odznaka honorowa „Zasłużony Pracownik Morza” (1968)[7]
- Srebrna odznaka honorowa „Za Zasługi dla Warszawy” (1965)[8]
- Srebrna odznaka "Zasłużonym miastu Gdyni" (1973)[9]
- Srebrny Order Za Zasługi dla Ojczyzny (NRD)
- Order Czerwonego Sztandaru (ZSRR)
- Medal „Za zdobycie Berlina” (ZSRR)
- Medal „Za wyzwolenie Warszawy” (ZSRR)
- Medal „Za zwycięstwo nad Niemcami w Wielkiej Wojnie Ojczyźnianej 1941–1945” (ZSRR)
- Medal Eugeniusza Kwiatkowskiego (przyznawany przez Instytut Morski w Gdańsku)
- Złoty Kompas (nagroda czasopisma Bandera)
- Pierścień Hallera (LMR) – 1996[10]